# Micropsectra sofiae
Micropsectra sofiae is een muggensoort uit de familie van de dansmuggen (Chironomidae). De wetenschappelijke naam van de soort is voor het eerst geldig gepubliceerd in 2006 door Stur & Ekrem.